# Cantonul Le Coudray-Saint-Germer
Cantonul Le Coudray-Saint-Germer este un canton din arondismentul Beauvais, departamentul Oise, regiunea Picardia, Franța.

## Comune
| Comune                  | Populație (1999) | Cod poștal | Cod INSEE |
| ----------------------- | ---------------- | ---------- | --------- |
| Blacourt                | 410              | 60650      | 60073     |
| Le Coudray-Saint-Germer | 899              | 60850      | 60164     |
| Cuigy-en-Bray           | 817              | 60850      | 60187     |
| Espaubourg              | 376              | 60650      | 60220     |
| Flavacourt              | 699              | 60590      | 60235     |
| Hodenc-en-Bray          | 423              | 60650      | 60315     |
| Labosse                 | 404              | 60590      | 60331     |
| Lachapelle-aux-Pots     | 1 540            | 60650      | 60333     |
| Lalande-en-Son          | 629              | 60590      | 60343     |
| Lalandelle              | 439              | 60850      | 60344     |
| Puiseux-en-Bray         | 339              | 60850      | 60516     |
| Saint-Aubin-en-Bray     | 904              | 60650      | 60567     |
| Saint-Germer-de-Fly     | 1 761            | 60850      | 60577     |
| Saint-Pierre-es-Champs  | 661              | 60850      | 60592     |
| Sérifontaine            | 2 632            | 60590      | 60616     |
| Talmontiers             | 653              | 60590      | 60626     |
| Le Vaumain              | 307              | 60590      | 60660     |
| Le Vauroux              | 489              | 60390      | 60662     |